# Hypographa ampycteria
Hypographa ampycteria là một loài bướm đêm trong họ Geometridae.